# Washington (condado de Shawano, Wisconsin)
Washington es un pueblo ubicado en el condado de Shawano en el estado estadounidense de Wisconsin. En el Censo de 2010 tenía una población de 1895 habitantes y una densidad poblacional de 18,95 personas por km².

## Geografía
Washington se encuentra ubicado en las coordenadas 44°47′6″N 88°23′47″O / 44.78500, -88.39639. Según la Oficina del Censo de los Estados Unidos, Washington tiene una superficie total de 100.03 km², de la cual 90.68 km² corresponden a tierra firme y (9.34%) 9.34 km² es agua.

## Demografía
Según el censo de 2010, había 1895 personas residiendo en Washington. La densidad de población era de 18,95 hab./km². De los 1895 habitantes, Washington estaba compuesto por el 94.51% blancos, el 0.21% eran afroamericanos, el 2.43% eran amerindios, el 0.05% eran asiáticos, el 0.21% eran isleños del Pacífico, el 1.58% eran de otras razas y el 1% pertenecían a dos o más razas. Del total de la población el 2.85% eran hispanos o latinos de cualquier raza.